# 洲本市立鳥飼小学校
洲本市立鳥飼小学校（すもとしりつ とりかいしょうがっこう）は、兵庫県洲本市五色町鳥飼中にある公立小学校。

## 沿革
- 1873年(明治6年)12月6日 - 養知小学校開校。
- 1887年(明治20年)4月1日 - 養知簡易小学校と改称。
- 1891年(明治24年)4月1日 - 養知尋常小学校と改称。
- 1892年(明治25年)7月1日 - 鳥飼尋常小学校と改称。
- 1904年(明治37年)4月1日 - 鳥飼尋常高等小学校と改称。
- 1941年(昭和16年)4月1日 - 鳥飼国民学校と改称。
- 1947年(昭和22年)4月1日 - 鳥飼村立鳥飼小学校と改称。
- 1956年(昭和31年)9月30日 - 町村合併により、五色町立鳥飼小学校と改称。
- 2006年(平成18年)2月11日 - 洲本市との合併に伴い、洲本市立鳥飼小学校と改称。

## 通学区域
- 五色町鳥飼浦、五色町鳥飼上、五色町鳥飼中[1]

## 進路状況
ほとんどの児童は洲本市立五色中学校へ進学する。

## 通学区域が隣接している学校
- 洲本市立都志小学校
- 洲本市立広石小学校
- 洲本市立堺小学校
- 南あわじ市立松帆小学校